# Driver: Parallel Lines
Driver: Parallel Lines è il quarto capitolo della serie di videogiochi Driver. È un allontanamento dai titoli precedenti della serie che si concentravano su più città, poiché il gioco si svolge a New York City, dai periodi che vanno dal 1978 al 2006. È anche l'unico titolo a non coinvolgere il poliziotto sotto copertura, John Tanner, ma si concentra invece su un autista in fuga di nome TK, che cerca vendetta su una banda con cui ha lavorato durante la sua giovinezza, dopo che lo hanno incastrato per l'omicidio di un signore della droga che hanno tenuto in ostaggio. A causa delle prestazioni deludenti di Driver 3, in particolare delle sezioni a piedi spesso derise, Parallel Lines ritorna alla formula utilizzata nei precedenti giochi della serie, concentrandosi sulla guida, sebbene le riprese rimangano nel gioco, mentre il gioco è più aperto rispetto ai titoli precedenti. È stato pubblicato nel marzo 2006 su PlayStation 2 e Xbox da Atari e su Microsoft Windows e Wii nel giugno 2007 da Ubisoft.

## Trama

### 1978
T.K., diminutivo di The Kid, è un giovane di campagna di diciotto anni arrivato a New York per inseguire un miraggio di ricchezza, sfruttando la sua leggendaria abilità come autista.
Vive in una camera collocata sopra l'officina di Ray, che gli fa da meccanico e da informatore, procurandogli contatti e lavori sfruttando i suoi agganci nei bassifondi di New York. Dopo un periodo speso al soldo di sbandati e criminali comuni che aiuta a fuggire dalla polizia dopo i loro colpi, Ray gli propone di fare il salto di qualità e gli presenta Slink, un afroamericano gestore di alcuni strip club molto ben inserito nella malavita newyorkese.
T.K. inizia quindi a lavorare per Slink come esattore e fattorino, fino al giorno in cui scopre che il suo capo fa parte di una banda più grande, composta dal "Messicano", un esperto di armi appassionato di belle macchine, Bishop, un ex-marine, e Candy, un lardoso e tronfio mafioso esperto di strategia. Per conto dei vari membri della banda T.K. compie varie missioni ed incarichi, contribuendo significativamente anche all'evasione di Candy dal carcere di New York, fino al giorno in cui Corrigan, il sinistro e ambiguo capo della banda, propone al gruppo di entrare nel promettente mercato della cocaina, che si avvia a diventare la nuova droga degli anni ottanta.
Il problema è che il mercato della cocaina in città è già in mano ai Colombiani, così Corrigan e la banda organizzano un piano per rapire il loro capo, Raphael Martinez, al fine di chiedere un generoso riscatto e infliggere un bello spavento alla gang rivale per convincerla a lasciare New York.
A questo punto T.K., guidando velocemente all'inseguimento di Raphael, uccide le sue guardie e ruba la macchina, scappando dalla polizia raggiunge il luogo di raduno della gang. Successivamente T.K. preleva il riscatto da un tetto. Il piano va come previsto, ma proprio quando il riscatto viene consegnato la banda rivela le sue vere intenzioni. Corrigan, che si rivela essere un poliziotto corrotto, lascia scappare la banda, uccide Martinez e spara a T.K., lasciandolo in fin di vita.

### 2006
T.K. non muore, viene ricoverato in ospedale ed esce dopo qualche mese di coma. Successivamente viene arrestato per l'omicidio di Martinez. Egli esce di prigione dopo 28 anni, deciso a vendicarsi dei suoi ex complici, i quali nel frattempo hanno intrapreso strade diverse. Il Messicano è caduto in rovina e ora lavora come cassiere in una sala giochi nel Queens; Slink è diventato un re della prostituzione, con interessi che spaziano dalla droga ai sexy shop; Candy è diventato un capomafia; Bishop ha fatto fortuna con il commercio dell'eroina ed è ora un influente uomo politico; Corrigan è il capo della polizia e candidato sindaco di New York.
Il primo a finire sulla lista di T.K. è il messicano, che viene ucciso dopo un lungo inseguimento, e il suo cadavere lasciato davanti all'appartamento di Corrigan come monito. T.K., con la collaborazione di Ray, comincia quindi a compiere assalti ai vari interessi dei suoi avversari, privandoli di gran parte del loro potere; inoltre, per arrivare a Candy, inizia a fare il doppio gioco lavorando per Maria, un'enigmatica sudamericana che si occupa di gestire l'impero del grassone in sua assenza. T.K. trova Slink e dopo avere ucciso il suo tirapiedi, Roost, uccide proprio il pappone facendo esplodere la sua macchina.
Poi tocca a Candy, che dopo avere fatto drogare T.K. scappa; T.K. lo uccide facendolo saltare in aria. Bishop viene ucciso bombardando, nella villa del criminale, il suo carro armato. Alla fine nella lista non rimane che Corrigan. A questo punto, però, il poliziotto si rivela essere ancora una volta il grande architetto dell'intera vicenda; con la complicità di Ray, che ha sempre fatto il doppio gioco, ha permesso a T.K. di uccidere i vecchi complici, così da non lasciare più testimoni a conoscenza della verità sul rapimento di Martinez.
Corrigan, presentatosi nel suo appartamento, uccide Ray, ormai divenuto inutile, ma prima che possa uccidere anche T.K. viene fermato da Maria ed è costretto a fuggire. Maria è in realtà la figlia di Raphael Martinez, e grazie a T.K. ora sa chi sia stato l'assassino di suo padre, quindi propone a T.K. di lavorare insieme per raggiungere lo stesso obiettivo. I due riescono a fare piazza pulita delle guardie e dei tirapiedi di Corrigan, che si ritrova all'angolo, fino a che non si arriva al confronto decisivo. T.K., entrato nel rifugio di Corrigan, uccide le sue guardie e poi ruba una macchina e corre all'inseguimento dell'elicottero sul quale si trova Corrigan, dopo essere uscito giusto in tempo da un tunnel che esplode. T.K. riesce a colpire l'elicottero facendo sì che cada distrutto, ma Corrigan ne esce vivo seppure gravemente ferito.
Quando però arriva il momento dell'agognata vendetta T.K. non gli spara e decide di lasciare il suo avversario nelle mani degli uomini di Maria, che lo tortureranno a dovere prima di ucciderlo per vendicare la morte di Martinez: la vendetta di T.K. è compiuta.

## Modalità di gioco
Driver: Parallel Lines si svolge in un ambiente completamente aperto, in cui è ora possibile accedere ai minigiochi dal mondo di gioco anziché da un menu, mentre il gioco presenta anche alcuni nuovi elementi comuni a Grand Theft Auto: il sangue è visibile quando qualcuno viene colpito, una funzione di "mira automatica" (disponibile anche con mira manuale), un sistema monetario, veicoli completamente modificabili (con una pista di prova per testare veicoli potenziati) e la distruzione dell'ambiente (per esempio i lampioni possono ora essere divelti e gli idranti possono rompersi, vomitando acqua nell'aria). Un nuovo sistema criminale è stato incorporato in Parallel Lines, che può distinguere tra reato personale e reato "legato" ai veicoli che il giocatore ha utilizzato. Se il giocatore attira l'attenzione della polizia a piedi o in un determinato veicolo, il giocatore può sospendere il suo livello di ricercato seminando la polizia ed entrando in un'auto "pulita", sebbene possa essere riattivata se trascorrono troppo tempo sotto gli occhi della polizia, che alla fine riconoscerà il giocatore come "ricercato". Lo stesso principio si applica alle attività fuori dall'auto come l'uso di armi, in cui i giocatori possono riporre la propria arma per distogliere da sé l'attenzione della polizia fino a quando non vengono nuovamente individuati commettendo atti illegali. Per la versione Wii la barra dei crimini viene sostituita con un sistema a "stelle", simile a quello di Grand Theft Auto, che si illumina quando il giocatore attira l'attenzione della polizia. Il gioco presenta stili di veicoli immaginari, ma distinti, basati su automobili reali che erano in uso a New York tra i due periodi.
Il gioco era originariamente destinato a includere il multiplayer online, ma questo è stato scartato quando è diventato chiaro agli sviluppatori che non potevano offrire una modalità multiplayer forte e volevano concentrarsi interamente sulla parte del gioco per giocatore singolo. Il layout dei controlli differisce leggermente da Driv3r in quanto le abilità di nuoto e salto sono state rimosse dal gioco, insieme a un controllo separato per eseguire i "burnout". Sebbene ciò fosse pratico sui pulsanti sensibili alla pressione del controller PS2, significava che se il gioco fosse stato giocato utilizzando una tastiera del PC per guidare i veicoli la maggior parte di essi avrebbe costantemente esaurito l'accelerazione a basse velocità e quindi ridotto il controllo. Per quanto riguarda il replay istantaneo anche la modalità regista dei precedenti giochi Driver è stata rimossa, con l'unica modalità cinematografica disponibile che era la "fotocamera da brivido" al rallentatore a prospettiva fissa.
L'aspetto del gioco cambia in modo significativo tra il 1978 e il 2006. Non solo l'aspetto di T.K. cambia dai suoi anni '70 a un aspetto più moderno nel 2006, ma anche armi, pedoni e veicoli. I veicoli immagazzinati nel garage dal 1978 possono essere utilizzati nell'era del 2006 e viceversa, mentre le modifiche sono più costose nell'era moderna rispetto al 1978. Lo scenario di New York cambia in modo abbastanza significativo in alcuni punti, con le luci di Times Square e i post commerciali che cambiano per riflettere l'era in cui si trovano. Mentre il World Trade Center del 1978 appare, quello nel 2006 è un sito sgomberato e chiuso. Inoltre la New York del 1978 ha un tono piuttosto seppia, mentre nel 2006 il cielo si è tinto di blu. HUD del gioco, che viene aggiornato da quello di Driv3r con un tachimetro, un misuratore di protossido di azoto e un contachilometri che mostra quante miglia il giocatore ha guidato nel gioco cambia anche nell'aspetto, da uno stile cromato a un aspetto LED. Anche se i giocatori possono cambiare manualmente tra le ere è possibile farlo solo dopo avere completato le trentadue missioni della modalità storia e avere sbloccato l'opzione "Cambia epoca". Sebbene il gioco manchi completamente di qualsiasi tipo di tempo mantiene un ciclo dal giorno alla notte che fornisce notevoli cambiamenti atmosferici.

### Impostazione
L'interpretazione di New York in Parallel Lines non è accurato come in True Crime: New York City. Invece è una versione più piccola e condensata di libertà creativa che include tutti i distretti tranne Staten Island, così come Coney Island e parti della costa del New Jersey. Per esempio Downtown Brooklyn è presente, ma non è accurato rispetto alla sua controparte nella vita reale. La quantità totale di strade utilizzate per le versioni del gioco di Manhattan, Brooklyn, New Jersey, Queens e del Bronx arrivano a circa 222,5 miglia (358,1 km), rendendo il mondo di gioco più grande del totale combinato di tutte e tre le città (Miami, Nizza e Istanbul) trovate in Driv3r. La New York City del gioco è anche più "realistica" rispetto ai precedenti giochi della serie: i giocatori possono guardare i venditori vendere ciambelle, ascoltare i pedoni parlare piuttosto che semplicemente grugnire e urlare e prendere parte a numerosi lavori secondari come guidare un taxi e auto traino. Diverse cose sono notevolmente diverse nel gioco rispetto a quella della vita reale di New York. Un esempio di ciò è che il dipartimento di polizia di New York viene semplicemente rinominato e denominato "polizia cittadina" all'interno del gioco.
Mentre molti dei molti punti di riferimento di New York City, come la Statua della Libertà, l'Empire State Building, il Chrysler Building, Times Square, Central Park, il Colgate Clock a Jersey City e il Flatiron Building appaiono in entrambe le epoche, il World Trade Center è presente solo nel 1978. I giocatori possono accedere all'Austin J. Tobin Plaza durante quel periodo, ma non possono accedervi nel 2006 poiché è chiuso da un muro di colore blu. Inoltre, nonostante non sia stato costruito fino agli anni '80, il World Financial Center è presente in entrambe le epoche di fronte al World Trade Center. Tutti di New York City i principali ponti sono presenti nel gioco, a eccezione del Verrazano-Narrows Bridge, del Whitestone Bridge, dell'Hell Gate Bridge e del Throgs Neck Bridge, con il giocatore in grado di attraversarli liberamente dall'inizio a differenza di alcuni giochi Grand Theft Auto. Anche una parte sopraelevata della metropolitana di New York che va da Manhattan a Coney Island fa parte del mondo di gioco, con i treni che circolano sul sistema ferroviario fuori terra; il sistema della metropolitana stesso non è accessibile al giocatore come mezzo di trasporto.

### Colonna Sonora
Driver: Parallel Lines presenta una colonna sonora mista di brani originali e non composta da oltre settanta brani, che vanno dal rock e funk degli anni '70 al rock alternativo moderno e alle canzoni rap. Le canzoni vengono riprodotte mentre il giocatore è in un veicolo, come se fossero alla radio. I gruppi degni di nota presenti nella colonna sonora includono Funkadelic, Can, Suicide, The Stranglers, War, Iggy Pop, Blondie, David Bowie, Parliament, The Temptations e Average White Band nella parte del gioco del 1978, e Public Enemy, The Roots, TV on the Radio, The Secret Machines, Kaiser Chiefs, Yeah Yeah Yeahs e LCD Soundsystem nel 2006. La parte del gioco del 1978 presenta anche alcuni brani funk moderni registrati da musicisti di sessione specialmente per la colonna sonora del gioco. Tutte le licenze musicali e la composizione del gioco sono state eseguite da Nimrod Productions. Le versioni Windows e Wii omettono diversi brani che erano inclusi nelle versioni PlayStation 2 e Xbox.

## Accoglienza
Il gioco ha ricevuto "recensioni miste o medie" su tutte le piattaforme secondo l'aggregatore di recensioni di videogiochi Metacritic. Gli elogi sono andati alla trama, alle correzioni e ai miglioramenti rispetto al titolo precedente, ma le critiche sono andate all'implementazione di alcuni elementi nella nuova formula e alla difficoltà sbilanciata.
IGN ha dato alle versioni PS2 e Xbox 7.2 su 10, lodando il ritorno della serie alle sue radici, e ha affermato che "non è ancora perfetto, ma non è nemmeno rotto". GameSpot ha fornito le stesse versioni 6.5 su 10 e lo ha definito un clone GTA competente, ma tutt'altro che raccomandabile.  Eurogamer ha dato alla versione PS2 6 su 10, affermando che "non c'è troppa vergogna nel provare a fare ciò che fa GTA, ovviamente (e almeno non si tratta di una sanguinosa guerra tra bande per una volta), ma mentre questo è sicuramente un solido miglioramento rispetto al suo terribile predecessore, aveva bisogno di raggiungere un livello di competenza di base e costruire su di esso, e lo fa solo in misura molto limitata". 1UP.com gli ha dato un C+ e ha scritto: "Certo, è derivato da morire, ma non c'è niente che possa ostacolare il divertimento del gioco ora".

## Edizione limitata
Una versione in edizione limitata del gioco è stata pubblicata insieme alla versione normale. L'edizione speciale, che costa leggermente di più, include un DVD extra contenente informazioni sulla produzione di Parallel Lines, video in-game e profili dei personaggi. Con l'edizione limitata è inclusa anche la colonna sonora ufficiale, che include dodici brani del gioco. La versione PAL è soprannominata "Collectors Edition" e non contiene il DVD, ma presenta invece il CD della colonna sonora e una custodia in metallo.